# Sagrat Cor de Jesús de Tarragona
La Fundació Cultural Privada Sagrat Cor de Jesús de Tarragona és un col·legi a Tarragona. Es va fundar el 5 de juny de 1866 i imparteix des de P-0 fins a Segon de Batxillerat. També consta d'una petita capella.

## Primera etapa: de la fundació 1866 al 1917
La institució que fou el fonament de l'actual Fundació Privada Col·legi Sagrat Cor de Jesús de Tarragona es va iniciar com una obra benèfica i educativa: un asil d'òrfenes, ubicat a la Plaça de Palau núm.2. Era l'any 1866, en temps de la primera general successora de Santa Joaquima de Vedruna, la mare Paula Delpuig, que les germanes carmelites de la Caritat arribaren a Tarragona.
L'arquebisbe Francesc Fleix i Solans, amb el consens de l'Ajuntament de la ciutat, sol·licità a la Congregació que una petita comunitat de germanes es fessin càrrec de l'asil d'òrfenes. L'equip educatiu inicial va estar format per tres germanes, una amb el títol de mestra i les altres dues ajudants. En aquell moment, el nombre d'òrfenes ascendia a vuit. Com estava previst en les bases del contracte, s'establí l'escola. El nombre de germanes augmentà a sis per atendre les classes de pàrvuls i l'externat d'ensenyança primària. Al voltant de 1875-1876 s'amplià el centre i, a partir de llavors, s'admeteren alumnes internes. El col·legi s'acomodà a les lleis que regulaven l'ensenyament, però la formació de les alumnes es guiava per l'estil Vedruna: una disciplina agradable i un aprenentatge motivador, assequible i actiu, mitjançant la comprensió i el diàleg. Una pedagogia basada en l'amor.

## Segona etapa: de 1917 al 1964
Des de la fundació, el 1866, fins a l'any 1917, col·legi i asil funcionaven junts. L'any 1917 se separaren. L'asil romangué a la Plaça de Palau fins a l'any 1936 i el col·legi es traslladà al centre de la ciutat, al carrer August núm. 17. S'inaugurà el 24 de setembre de 1917, prengué el nom de Sagrat Cor de Jesús (l'antic duia el nom de Mª Immaculada). Aviat va viure un ressorgiment i, a més de pàrvuls i ensenyança primària, s'impartien, des de 1924, estudis de batxillerat i magisteri.
El 18 de juliol de 1936, en esclatar la Guerra Civil, la casa que cobejava l'asil fou saquejada i destruïda per un incendi (fou un dels dos edificis de religioses que es cremaren a Tarragona). Les germanes varen haver de fugir precipitadament amb les òrfenes.
Els primers dies de la Guerra Civil, el Partit Obrer d'Unificació Marxista (POUM) confiscà el col·legi. Durant els tres anys de la guerra l'immoble tingué diversos usos: primer fou seu del POUM i després la Delegació Comarcal del Consell de l'Escola Nova Unificada (CENU), l'habilità com "Escola Primària Unificada". Quan les tropes del General Franco entraren a Tarragona el 14 de febrer de 1939, s'hi hostatjaren soldats.

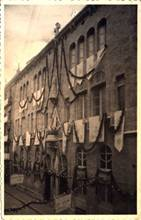
Façana del col·legi l'any 1918

A poc a poc, anaren tornant les germanes, procedents dels diferents indrets o s'havien refugiat durant els anys de guerra, de manera que la Comunitat va quedar restablerta al col·legi. El dia 1 d'abril de 1939, l'arquitecte Josep Maria Jujol, deixeble de Gaudí, fou qui dirigí la tasca de reconstrucció.
L'any 1944 seguí l'ampliació, amb l'adquisició d'una nova casa, que permetia eixamplar el col·legi uns dos-cents metres quadrats per la part est. Des del 1939 al 1964 s'impartiren els següents nivells: pàrbuls, ensenyança primària, comerç, batxillerat i magisteri.
La fundació de l'escola de Magisteri de l'Església Beata Joaquima de Vedruna, amb el beneplàcit del Sr. Arquebisbe Arce Ochotorena, tingué lloc l'any 1948. Això donà més prestigi encara al centre.
Quant a les festes anuals, cal remarcar el Dia de la Presentació, 21 de novembre; el dia de la Immaculada; el 26 de febrer, aniversari de la Fundació de l'Institut de les Germanes Carmelites de la Caritat; el Diumenge de Rams; el 22 de maig, dia dedicat al culte de la fundadora. Tancant aquesta munió de festes de caràcter religiós, trobem el dia del Sagrat Cor de Jesús, festivitat que s'iniciava amb una solemne celebració litúrgica i la processó amb el Santíssim, escortat per les nenes que havien fet la comunió aquell any i nens vestits de cremats.

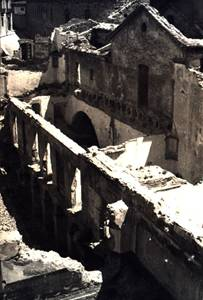
Enderrocament de l'antic col·legi

La festa amb caire més lúdic i més recordada anys després pels alumnes era l'anomenada Festa del Jardí. Se celebrava un diumenge a la tarda. Les activitats es feien extensives a tots els alumnes: jocs pels petits, representacions, patinatge artístic, gimnàstica rítmica… Sortien els cabuts i es venien números per als sortejos de la tómbola missional, els beneficis dels quals anaven destinats a les missions que les carmelites de la caritat tenen i tenien arreu del món. Les alumnes eren acompanyades per familiars i amics. L'any 1940 s'estrenà l'himne del col·legi amb lletra de la Germana Gertrudis Sentis Vilanova i música del compositor Mossèn Salvador Ritort i Faus. Coincideix amb l'any de la beatificació de Joaquima de Vedruna.
El 1942 tingué lloc la celebració de les noces d'argent del Col·legi al carrer August amb diferents actes, entre els quals podem esmentar la representació d'un auto sacramental per part de les alumnes més grans.
L'augment de l'alumnat de batxillerat i la implantació de l'Escola de Magisteri feren que les ampliacions dutes a terme l'any 1944 foren insuficients per a un desenvolupament normal de les activitats pedagògiques. Era necessari, doncs, cercar un nou emplaçament per al col·legi. Aquest es va trobar, després d'una llarga recerca, en un solar integrat per diverses parcel·les en la nova expansió de Tarragona, terreny ampli comprès entre els carrers Baró de les Quatre Torres, Bisbe Borràs (Avui Mn. Salvador Ritort), Marquès de Montoliu i un carrer sense nom. El solar, globalment, tenia més de nou mil metres quadrats. Després, s'hi afegiren els terrenys que avui són els camps d'esport.
Aquest ampli solar incloïa una torre -a la parcel·la de les clarisses- anomenada Torre de Sant Josep, la qual -un cop fet el trasllat- es dedicaria a residència de les aspirants a ingressar en la congregació des del 1959 al 1977. Aquesta torre fou enderrocada l'any 1981, quan el carrer Marquès de Montoliu fou urbanitzat.
El 12 d'abril de 1959 -dinou anys després de la beatificació de Joaquima de Vedruna-, Joan XXIII la va proclamar Santa. Es feren importants celebracions, que duraren una setmana, del 10 al 17 de maig. El darrer dia l'Ilm. Cardenal Arquebisbe Benjamin d'Arriba i Castro i tots els assistents a les celebracions solemnes d'aquell dia -pares, alumnes, autoritats...- s'adreçaren als terrenys on s'ubicaria el nou col·legi per beneir la primera pedra, la qual se soterrà al lloc on s'edificaria l'església. En acabar els diversos parlaments, es procedí a descobrir la làpida del carrer que portaria el nom de Joaquima de Vedruna, en ser urbanitzat.

## Tercera etapa: construcció del col·legi actual 1964 fins avui
El 14 de setembre de 1962 es va rebre el permís per edificar. L'emplaçament del nou centre -de forma rectangular- quedaria circumdat pels carrers Santa Joaquima de vedruna, Bisbe Borràs, Marquès de Montoliu i Baró les Quatre Torres.

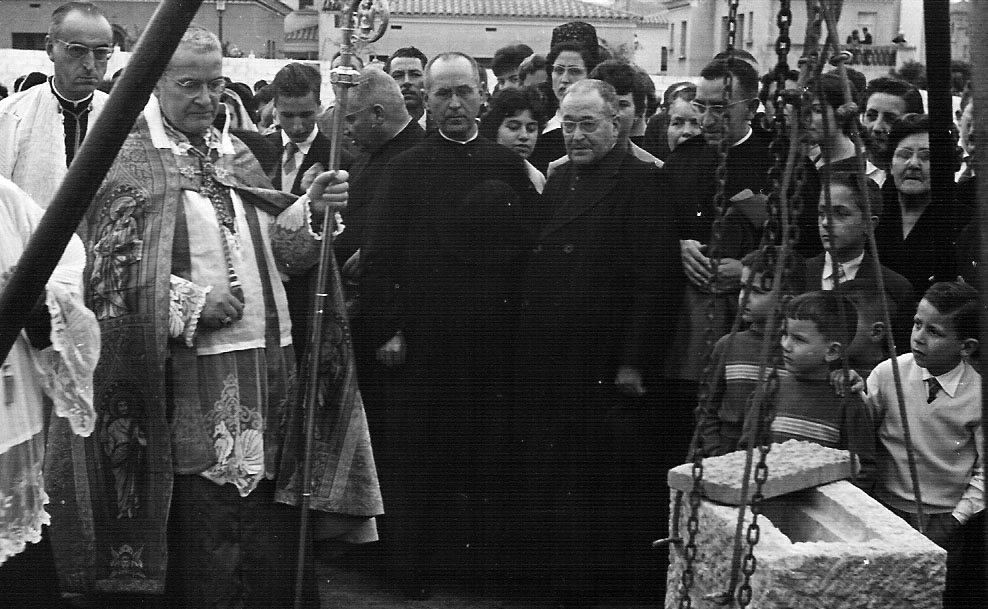
Primera pedra del Sagrat Cor de Jesús

La construcció es feu en tres fases: primer es va aixecar el bloc d'aules, integrat per planta baixa i tres pisos, el darrer dels quals inicialment fou destinat a dormitori de les internes (actualment, totalment renovat, acull les aules de batxillerat). Enfront es construí el bloc que ocupa la Comunitat de Germanes. La planta baixa d'aquest bloc està destinada a menjadors, cuina i rebost. En el semi-soterrani, primer s'ubicà una capella i després la sala d'actes.
En una segona fase, es construí el pavelló central, on es troben les portes d'accés principals i la recepció. La façana dona al carrer Santa Joaquima de Vedruna. Posteriorment s'edificà l'església, en el xamfrà format pels carrers Santa Joaquima de Vedruna, i Baró de les Quatre Torres, entre la recepció i la Comunitat.
Finalment, es pavimentà el pati central. L'any 1970 s'inaugurà la pista poliesportiva i els altres camps. El 16 de febrer de 1983 s'acabà d'urbanitzar el jardí.
Durant l'estiu de l'any 1964, es feu el trasllat del col·legi a la nova ubicació. Només hi havia dos blocs construïts. El curs 1964-1965 s'inicia i es desenvolupa ja amb regularitat. El dia 3 d'octubre s'incorporen les internes. S'ampliaren els estudis amb la incorporació del Batxillerat Tècnic Administratiu el curs 1968-1969, i el curs pre-universitari.
La llei Villar Palasí -6 d'agost de 1970- implica la implantació progressiva d'una nova organització de l'ensenyament i, en conseqüència, produeix importants transformacions en el centre. L'EGB abasta cursos, al final dels quals s'obté el títol del graduat escolar o el certificat d'escolaritat. els alumnes amb possessió del graduat poden accedir al BUP (Batxillerat Unificat Polivalent). A la Formació Professional es pot accedir també amb el certificat d'escolaritat. La F.P consta de primer i segon grau. Al col·legi es va optar per la F.P de primer grau administrativa l'any 1973.
Els estudis d'EGB i de Formació Professional són gratuïts. Després del BUP -que consta de tres cursos- s'accedeix al COU (Curs d'Orientació Universitària). El procés d'implantació del BUP comença el curs 1971-1972.
L'any 1979 el centre es convertí en mixt començant pel parvulari, per continuar de forma progressiva en la resta de nivells. L'any 1987 comença la coeducació a B.U.P i C.O.U.
L'internat es va tancar el curs 1983-1984. Pel que fa a l'APA, es va constituir legalment el 9 de juliol de 1971. Durant tots aquests anys -de 1971 fins ara- aquesta associació ha estat molt activa i ha dut a terme una tasca de corresponsabilitat educativa amb l'escola. Així com la centenària Associació d'Exalumnes del Col·legi.